# SELT
SELT‏ (Selenoprotein T) هوَ بروتين يُشَفر بواسطة جين SELT في الإنسان.